# Tetrablemma viduum
Tetrablemma viduum là một loài nhện trong họ Tetrablemmidae.
Loài này thuộc chi Tetrablemma. Tetrablemma viduum được Brignoli miêu tả năm 1974.